# Roots-kompressor

Roots-kompressorns delar:
1, 3: rotorer
2: kompressorhus
a: inlopp
b: kompressionsrum
c: utlopp

Roots-kompressorn är en kompressor som arbetar enligt deplacementsprincipen. Luften komprimeras genom att volymen minskar i kompressionsrummet mellan rotor och kompressorhus. (Se figuren till höger.) Namnet kommer från bröderna Philander och Francis Roots, som fick patent på en luftpump 1860.
Gottlieb Daimler experimenterade redan 1900 med en kompressor som arbetade enligt bröderna Roots princip. Roots-kompressorn har alltsedan dess varit populär för överladdning av förbränningsmotorer.